# Samsung Galaxy Xcover 5
O Samsung Galaxy Xcover 5 é um smartphone que foi lançado a 4 de março de 2021. O telefone vem com uma câmara principal de 16 MP, um ecrã 5.3HD+, uma bateria amovível de iões de lítio de 3000mAh e uma classificação de resistência à água e ao pó de IP68. O telemóvel funciona com o Android 11. Foi lançado em 14 de janeiro de 2022 na Coreia do Sul.